# Leonardo Costagliola
Leonardo Costagliola (Tarento, Provincia de Tarento, Italia, 27 de octubre de 1921 - Florencia, Provincia de Florencia, Italia, 7 de marzo de 2008) fue un futbolista y director técnico italiano. Se desempeñaba en la posición de guardameta.

## Selección nacional
Fue internacional con la selección de fútbol de Italia en 3 ocasiones. Debutó el 13 de noviembre de 1953, en un encuentro ante la selección de Egipto que finalizó con marcador de 2-1 a favor de los italianos.

### Participaciones en Copas del Mundo
| Mundial                        | Sede  | Resultado    |
| ------------------------------ | ----- | ------------ |
| Copa Mundial de Fútbol de 1954 | Suiza | Primera fase |

## Clubes

### Como futbolista
| Club                | País   | Año         |
| ------------------- | ------ | ----------- |
| Pro Italia Taranto  | Italia | 1938 - 1940 |
| A. S. Bari          | Italia | 1940 - 1943 |
| A. S. Conversano    | Italia | 1943 - 1944 |
| A. S. Bari          | Italia | 1945 - 1948 |
| A. C. F. Fiorentina | Italia | 1948 - 1955 |

### Como entrenador
| Club             | País   | Año         |
| ---------------- | ------ | ----------- |
| A. C. Pistoiese  | Italia | 1956        |
| Taranto F. C.    | Italia | 1957 - 1958 |
| U. S. Foggia     | Italia | 1958 - 1961 |
| Pescara Calcio   | Italia | 1961 - 1963 |
| U. S. Siracusa   | Italia | 1963 - 1965 |
| Taranto F. C.    | Italia | 1965        |
| Calcio Chieti    | Italia | 1967        |
| U. S. Siracusa   | Italia | 1967 - 1968 |
| Casertana Calcio | Italia | 1970 - 1971 |
| Modena F. C.     | Italia | 1971 - 1973 |
| Pro Vasto        | Italia | 1973 - 1974 |
| Unione Venezia   | Italia | 1981 - 1982 |